# Суркова, Анна Александровна
Анна Александровна Суркова (урождённая Нечаевская; род. 21 августа 1991, Тёплый Ручей, Вологодская область) — российская лыжница, бронзовый призёр зимних Олимпийских игр 2018 года и чемпионата мира 2019 года в эстафете, чемпионка зимней Универсиады 2017 года.

## Карьера
Выступает за «Динамо», «Северсталь» и Вологодскую область. Тренеры — А. Н. Зорин, Н. А. Нечаевская, Е. А. Богдановская.
Чемпионка России (2016 — 30 км СВ). Бронзовый призёр чемпионата России (2016 — скиатлон 15 км).
С 2013 года выступает на этапах Кубка мира.
На зимней Универсиаде 2017 года завоевала серебро на дистанции 5 км классическим стилем и золото в гонке преследования.
В эстафете 4х5 км, на Зимней Олимпиаде 2018, Анна Нечаевская, вместе с Юлией Белоруковой, Натальей Непряевой и Анастасией Седовой, завоевала бронзовую медаль.

## Результаты

### Олимпийские игры
| Олимпийские игры | Спринт | Командный спринт | 10 км раздельный старт | 7,5+7,5 км скиатлон | 30 км масс-старт | Эстафета |
| ---------------- | ------ | ---------------- | ---------------------- | ------------------- | ---------------- | -------- |
| 2018 Пхёнчхан    | —      | —                | 10                     | —                   | —                | 3        |

### Чемпионаты мира по лыжным видам спорта
| Чемпионат мира | Спринт | Командный спринт | 10 км раздельный старт | 7,5+7,5 км скиатлон | 30 км масс-старт | Эстафета |
| -------------- | ------ | ---------------- | ---------------------- | ------------------- | ---------------- | -------- |
| 2019 Зефельд   | —      | —                | —                      | 15                  | 17               | 3        |

## Образование
Училась в Верховажской средней школе имени Якова Яковлевич Кремлева, первым классным руководителем была Трошечкина Елена Александровна.
После 9 класса переехала в Вологду, где поступила в Вологодский педагогический колледж на отделение иностранных языков. После окончания колледжа в 2012 году поступила в Южно-Уральский Государственный Университет.

## Награды
- Медаль ордена «За заслуги перед Отечеством» 2-й степени (28 февраля 2018) — за высокие спортивные достижения на XХIII Олимпийских зимних играх 2018 года в городе Пхенчхане (Республика Корея), проявленные волю к победе, стойкость и целеустремленность[2].
- Медаль ордена «За заслуги перед Республикой Татарстан» (3 марта 2018) — за достижение высоких спортивных результатов на XХIII Олимпийских зимних играх 2018 года в городе Пхенчхане (Республика Корея)[3]